# Кольпит
Кольпи́т (от греч. κόλπος — влагалище) или вагини́т (от лат. vagina — влагалище) — воспаление слизистой оболочки влагалища, возбудителем которого может быть хламидия, трихомонада, микоплазма, стрептококк, стафилококк, гемофильная палочка и т. п. Заболевание может вызываться и ассоциацией микроорганизмов.
Кольпит — одно из самых распространённых заболеваний женской половой сферы, которым наиболее часто страдают женщины репродуктивного возраста.
Если женщина здорова, то флора влагалища состоит в основном из влагалищных палочек Додерлейна, которые вырабатывают молочную кислоту, оказывающую губительное действие на различные микробы.
Вагинит не безобиден, вопреки распространённому в обществе мнению. Если воспаление слизистой оболочки влагалища не лечить, то воспалительный процесс может перейти и на канал шейки матки, матку, придатки и далее, что в свою очередь приводит к эндометриту, эрозии шейки матки и, в худшем случае, к бесплодию.

## Классификация
- Аэробный вагинит — патологическое развитие во влагалище аэробной микрофлоры (кишечная палочка, золотистый стафилококк, стрептококки группы «В», энтерококки, клебсиеллы и другие). Эта болезнь встречается во всем мире у 7⁠—⁠12 % женщин репродуктивного возраста. В России в случае этой патологии часто ставят диагноз «дисбиоз влагалища», отсутствующий в международной практике[6].
- Бактериальный вагиноз (анаэробный вагинит) — патологическое развитие анаэробной микрофлоры во влагалище (gardnerella vaginalis, Atopobium vaginae[англ.], бактероиды, пептострептококки и Mobiluncus spp. По всемирной статистике эта болезнь встречается у 23⁠—⁠29 % женщин репродуктивного возраста[7].

## Распространенность
Кольпит относится к числу частых гинекологических заболеваний. Обычно кольпитом болеют взрослые женщины репродуктивного возраста. Возникновению кольпита способствует целый ряд факторов местного и общего порядка. Естественная флора влагалища в виде палочек Додерлейна является достаточно мощным барьером на пути посторонней микрофлоры, попадающей во влагалище прежде всего при половых контактах. Кислая реакция влагалищного содержимого препятствует заселению его патогенными и условно патогенными микробами.

## Этиология и патогенез
Учитывая, что естественная флора влагалища препятствует попаданию и развитию патогенных и условно патогенных микробов благодаря кислой реакции влагалищного содержимого, необходимы предрасполагающие факторы для развития кольпита:
1. инфекции, передающиеся половым путём,
2. другие инфекционные заболевания,
3. механические повреждения слизистой оболочки влагалища,
4. нарушение питания слизистой оболочки,
5. нарушение анатомических особенностей влагалища,
6. заболевания эндокринной системы,
7. длительный прием антибиотиков,
8. аллергические реакции (на презерватив, свечи, мази и т. д.),
9. несоблюдение правил личной гигиены,
10. снижение иммунитета.

Предрасполагающими моментами возникновения кольпита является снижение резистентности организма женщины при соматических инфекционных заболеваниях, снижение эндокринной функции желез внутренней секреции (заболевание яичников различной природы, менопауза, сахарный диабет, ожирение), нарушение анатомо-физиологической организации влагалища из-за опущения его стенок, зияние половой щели. Предрасполагающим моментом могут быть механические, химические, термические повреждения слизистой оболочки влагалища при проведении манипуляции во влагалище и в матке (внебольничный аборт, неправильное спринцевание, введение различных предметов во влагалище).
Развитию кольпитов способствует также нарушение питания слизистой оболочки влагалища при сосудистых расстройствах и старческой атрофии. Кольпиты возникают при несоблюдении правил личной гигиены и гигиены половой жизни, а также при нерациональном применении антибиотиков. Все вышеперечисленные моменты способствуют поселению во влагалище необычной для него микрофлоры с дальнейшим развитием воспалительных изменений. Кольпит могут вызвать стрептококки, стафилококки, протей, грибы. В последние годы резко возросло число кольпитов, вызываемых хламидиями и микоплазмами. Урогенитальные хламидиозы часто протекают в форме смешанных инфекций: хламидийно-микоплазменных, хламидийно-трихомонадных, и особенно часто хламидийно-гонококковых.

## Диагностика
Надёжная дифференцированная диагностика выполняется молекулярно-биологическое исследованием «Флороценоз».
При бактериальном вагинозе также используется международный критерий (критерий Амселя) по трём клиническим симптомам из четырёх, а в российской практике — по двум из них.

## Лечение
Лечение кольпита — группа мероприятий, направленная на устранение предрасполагающих факторов для развития заболевания, лечение сопутствующих заболеваний с учетом клинических проявлений.
Лечение кольпита включает в себя:
- антибактериальную терапию (фторхинолоны или комбинированные препараты — «Офор», «Тифлокс» и т. п.) в комбинации с местным лечением препаратов широкого спектра действия, не всасывающихся в кровь и не угнетающих нормальную микрофлору;
- физиотерапию;
- препараты для общего укрепляющего действия;
- соблюдение сбалансированной диеты (нормальное количество белков, жиров и углеводов).

Для местного лечения назначаются:
- противомикробные влагалищные таблетки («Тержинан»);
- мазевые аппликации, свечи и мази (метронидазол, хлоргексидин, Нагин плюс,и др.);
- местная гормональная терапия (по показаниям).

Антибактериальная терапия назначается только после определения чувствительности возбудителя к антибиотикам. Применение препаратов во время беременности должно быть согласовано с лечащим врачом. Доказанную клиническую базу по безопасности применения вагинальных форм во время беременности имеют препараты: «Тержинан», «Флуомизин», «Неотризол». Однако назначать эти препараты рекомендуется во втором-третьем триместре беременности. Не стоит злоупотреблять спринцеваниями ромашкой, так как это может негативно повлиять на естественную микрофлору слизистой влагалища.
Профилактика кольпита заключается в своевременном обращении к врачу при появлении первых симптомов заболевания и соблюдении правил личной гигиены.
Более перспективным направлением лечения являются: Вагинальные пребиотики, стимулирующие рост вагинальной лактофлоры, которые не содержат чужеродной лактофлоры, а наоборот способствуют росту собственной лактофлоры определенной женщины (Вагибель, Вапигель, Лактагель).